# Maschinenkomödie
Die Maschinenkomödie ist eine historische Variante des Volksstücks oder Volkstheaters. Es ist ein Gattungsbegriff, der zumeist umgänglich oder ironisch gebraucht wurde und sich auf die besondere Bedeutung der Bühnenmaschinerie in den Aufführungen bezieht.

## Begriff
Die Maschinenkomödie ist im 17./18. Jahrhundert das nichthöfische Pendant zur Barock-Oper, indem sie deren hoch entwickelte Bühnentechnik für leicht verständliche, aus modernerer Sicht zirkusartige Inhalte benutzt. In der Maschinenkomödie überleben aufführungspraktische Elemente der Barockoper bis zum Anfang des 19. Jahrhunderts. Maschinenkomödien gab es als Pantomimen, als Singspiele oder als Possen. Der Wortbestandteil Komödie bezieht sich nicht notwendig auf einen komischen Inhalt, sondern auf ihren nichtaristokratischen Charakter (siehe Ständeklausel). Das Wort bedeutet also ungefähr „Unterhaltungstheater für das einfache Volk mit eindrücklichen Maschinen“.

## Bestandteile
Diese Theaterform betreibt mit Bühnenmaschinerie, Bühnentechnik, Kostümen und Requisiten einen hohen Aufwand und versucht, beständig zu verblüffen. Oft hat sie eine exotische oder fantastische Thematik. Die Maschinen illustrieren das Walten höherer Mächte wie den Auftritt des Deus ex machina oder sie verwirklichen Zauberkunststücke. Häufig in der Maschinenkomödie sind Verwandlungen auf offener Szene, wie etwa eine Hütte, die zu einem Schloss wird. Zudem entstehen Doppelungen oder Verwechslungen wie ein „richtiger“ und ein „falscher“ Harlekin. – Mozarts Zauberflöte ist in mancher Hinsicht eine Maschinenkomödie sowie frühe Stücke des Alt-Wiener Volkstheaters.

## Gesellschaftlicher Hintergrund
Die Maschinenkomödie hat, wie generell das illusionistische Barocktheater, einen weltanschaulich-religiösen Hintergrund, indem sie die Welt als bloßen Schein darstellt (Vanitas): Der Mensch ist darin ein Spielball. Im 19. Jahrhundert, als diese Ideologie mehr und mehr vergessen wird und die Beherrschung des Irrationalen durch Maschinen, wie es hinter den Kulissen zu sehen ist, ins allgemeine Bewusstsein rückt, geht die Maschinenkomödie in das moderne Ausstattungsstück beziehungsweise die Feerie über.